# Luis Albeiro Maldonado Monsalve
Luis Albeiro Maldonado Monsalve (Fredonia, Antioquia, 20 de enero de 1958) es un eclesiástico colombiano de la Iglesia católica. Fue obispo de la Diócesis de Mocoa-Sibundoy en Putumayo (Colombia). El 10 de abril de 2025, el papa Francisco lo designa como obispo de la Diócesis de Santa Rosa de Osos.

## Biografía
Luis Albeiro Maldonado Monsalve nació el 20 de enero de 1958 en Fredonia, departamento de Antioquia, Colombia. Es hijo de Luis Carlos Maldonado y Mercedes Monsalve, y creció en una familia numerosa con nueve hermanos.
Cursó sus estudios de primaria y secundaria en su municipio natal. Posteriormente, ingresó al Seminario Mayor de Medellín, donde inició su formación sacerdotal. Realizó los estudios de Filosofía y Teología en la Universidad Pontificia Bolivariana de Medellín.
Fue ordenado sacerdote el 5 de julio de 1986 por el Papa Juan Pablo II y se incardinó en la Arquidiócesis de Medellín. Luego de su ordenación, continuó su formación académica en Roma, donde obtuvo la licenciatura en Teología espiritual en la Pontificia Universidad Gregoriana.
A lo largo de su vida ministerial, ha desempeñado diversos servicios pastorales y académicos dentro de la Iglesia, destacándose por su compromiso con la formación espiritual y el acompañamiento de las comunidades.

## Sacerdocio
En el ejercicio del ministerio sacerdotal ha desempeñado los siguientes oficios:
- Formador en el Seminario Mayor de Medellín (1988 y 1990-1991).

- Párroco en San Rafael – Envigado (1992-1994).

- Director espiritual en el Seminario Mayor, Profesor y Capellán en la Universidad Pontificia Bolivariana, Colaborador en la Parroquia Nuestra Señora de los Dolores – Medellín (1996).

- Párroco en la Parroquia La Sagrada Familia – Medellín (1998).

- Párroco en Santa Ana – Sabaneta (1999-2010).

- Miembro del equipo de pastoral sacerdotal (2005-2015).

- Administrador General de la Fundación Autónoma Sacerdotal Padre Arcila (2007 – 2015).

- Párroco en Nuestra Señora del Rosario – Bello (2011- 2015).

- Vicario Episcopal de la Zona Norte (2011-2015).

- Miembro del Consejo presbiteral, del Colegio de Consultores y del Consejo de gobierno de la Arquidiócesis de Medellín desde el 2011 y fue ratificado el 2 de julio de 2014.

## Episcopado

### Diócesis de Mocoa-Sibundoy
El 15 de octubre de 2015, el papa Francisco lo nombró obispo de la Diócesis de Mocoa-Sibundoy. Recibió la consagración episcopal el 3 de diciembre del mismo año en la Catedral metropolitana de Medellín. Posteriormente, tomó posesión canónica de la diócesis el 15 de diciembre de 2015, en la Catedral San Miguel Arcángel de Mocoa, Putumayo (Colombia), en una ceremonia presidida por el nuncio apostólico en Colombia, monseñor Ettore Balestrero. Fue elegido presidente de la Comisión Episcopal de Educación y Culturas para el trienio 2024-2027 durante la CXVII Asamblea Plenaria del Episcopado colombiano.

### Diócesis de Santa Rosa de Osos
El 10 de abril de 2025, la Santa Sede anunció que el papa Francisco lo nombró obispo de la  Diócesis de Santa Rosa de Osos. Esta jurisdicción eclesiástica, que abarca 29 municipios del departamento de Antioquia, se encontraba en sede vacante desde el 8 de julio de 2023, tras el fallecimiento inesperado de monseñor Elkin Fernando Álvarez Botero. Hizo profesión de fe el miércoles 28 de mayo de 2025 en el Seminario Conciliar Santo Tomás de Aquino y la eucaristía de posesión fue celebrada el 29 de mayo de 2025 en la Catedral de Santa Rosa de Osos, presidida por el nuncio apostólico en Colombia, monseñor Paolo Rudelli.